# ZeroMQ
ZeroMQ (également écrit ØMQ, 0MQ ou ZMQ) est une bibliothèque de messagerie asynchrone haute performance, destinée à être utilisée dans des applications distribuées ou concurrentes. Il fournit une file d'attente de messages, mais contrairement au Message-oriented middleware, un système ZeroMQ peut fonctionner sans message broker. L'API de la bibliothèque est conçue pour ressembler à celle des sockets BSD.
ZeroMQ est développé par une importante communauté de contributeurs. Il a été fondé par iMatix qui détient le nom de domaine et la marque. Il existe des liaisons tierces pour de nombreux langages de programmation populaires.